# Маргаи, Милтон
Сэр Милтон Огастес Стриби Маргаи (англ. Milton Augustus Strieby Margai, 7 декабря 1895, Гбангбатоке, Сьерра-Леоне — 28 апреля 1964, Фритаун) — первый премьер-министр независимого Сьерра-Леоне в 1961—1964 годах, отец независимости страны.

## Биография
Родился в семье торговца, принадлежавшего к народу менде, и был старшим из 18 детей (один из его братьев, Альберт Маргаи, также занялся политикой). Окончил Академию Альберта. В 1921 году стал первым представителем коренного населения, получившим степень бакалавра (по истории) в колледже Фура-Бей во Фритауне, а в 1926 году — первым уроженцем Сьерра-Леоне, получившим образование в Великобритании, закончив медицинский колледж Даремского университета в Ньюкасле. Вернувшись на родину, приложил большие усилия для распространения медицинских зданий среди женской части населения колонии.
В 1951 году создал вместе с Сиакой Стивенсом Народную партию Сьерра-Леоне, которая в том же году одержала победу на выборах в законодательный совет колонии, а Маргаи после ряда министерских постов занял в 1954 году вновь созданную должность главного министра. В 1957 году после вторичной победы на выборах он ненадолго уступил пост лидера партии брату Альберту, однако разногласия с занимавшим более радикальную позицию в отношении деколонизации Стивенсом, которого поддержал Альберт Маргаи, привели к расколу НПСЛ и созданию новой Народно-национальной партии (хотя в 1960 году Альберт Маргаи вернулся в ряды партии брата). В 1958 году Маргаи добился принятия конституции колонии, вводившей в ней парламентскую систему вестминстерского образца и должность премьер-министра, которую он и занял.
Хотя Маргаи придерживался консервативных взглядов и выступал за тесное сотрудничество с Великобританией, он последовательно поддерживал независимость страны, которая и была достигнута в 1961 году (хотя вплоть до 1971 года главой государства оставалась королева Елизавета II, представленная генерал-губернатором). В 1962 году Маргаи в результате очередных всеобщих выборов удалось удержать власть, однако в 1964 году он погиб в авиакатастрофе и был похоронен в подвале здания парламента. Его преемником стал брат Альберт Маргаи.